# Grand Prix Dallasu
Grand Prix Dallasu byl automobilový závod konaný v Dallasu v Texasu. První závod se konal v rámci Formule 1 v sezóně 1984. Další závody se konaly v rámci závodní série Trans-Am.
Původně se závody jely v areálu rekreačního a vzdělávacího komplexu Fair Park. Od roku 1989 se závody přesunuly do nedalekého Addisonu. Od roku 1993 se závody konaly v ulicích okolo Reunion Arena, kde sídlí několik sportovních klubů.

## Vítězové Grand Prix Dallasu
Růžové pozadí znázorňuje závody, které nebyly součástí šampionátů Formule 1.
| Rok         | Jezdec           | Konstruktér    | Trať          | Kategorie | Výsledky  |
| ----------- | ---------------- | -------------- | ------------- | --------- | --------- |
| 1996        | Ron Fellows      | Chevrolet      | Reunion Arena | Trans-Am  | Výsledky  |
| 1995        | Nejelo se        | Nejelo se      | Nejelo se     | Nejelo se | Nejelo se |
| 1994        | Ron Fellows      | Ford           | Reunion Arena | Trans-Am  | Výsledky  |
| 1993        | Jack Baldwin     | Chevrolet      | Reunion Arena | Trans-Am  | Výsledky  |
| 1992        | Nejelo se        | Nejelo se      | Nejelo se     | Nejelo se | Nejelo se |
| 1991        | Irv Hoerr        | Oldsmobile     | Addison       | Trans-Am  | Výsledky  |
| 1990        | Irv Hoerr        | Oldsmobile     | Addison       | Trans-Am  | Výsledky  |
| 1989        | Dorsey Schroeder | Ford           | Addison       | Trans-Am  | Výsledky  |
| 1988        | Hurley Haywood   | Audi           | Fair Park     | Trans-Am  | Výsledky  |
| 1985 – 1987 | Nejelo se        | Nejelo se      | Nejelo se     | Nejelo se | Nejelo se |
| 1984        | Keke Rosberg     | Williams-Honda | Fair Park     | Formule 1 | Výsledky  |
| Zdroj:      |                  |                |               |           |           |